# Ismaël Gharbi
Ismaël Gharbi Álvarez (París, 10 de abril de 2004) es un futbolista tunecino-español, nacido en Francia, que juega en la demarcación de centrocampista y su equipo es el Sporting Clube de Braga de la Primeira Liga portuguesa.

## Trayectoria
Llegó a las inferiores del Paris Saint-Germain F. C. en 2019. El 1 de agosto de 2021 debutó con el primer equipo del club, ingresando por Arnaud Kalimuendo, en lo que sería una derrota de 1 a 0 frente al Lille O. S. C. Posteriormente jugó otros once encuentros antes de ser cedido al F. C. Stade Lausana Ouchy en septiembre de 2023.
El 31 de agosto de 2024 fichó por el S. C. Braga y firmó por cinco años, manteniendo el conjunto parisino el 50 % de sus derechos.

## Selección nacional
Nacido en Francia, ha representado tanto a Francia como a España a nivel internacional juvenil.

## Estadísticas

### Clubes
Actualizado al último partido disputado el 3 de junio de 2023.
| Club                              | Div.          | Temporada     | Liga  | Liga  | Copas nacionales | Copas nacionales | Copas internacionales | Copas internacionales | Total | Total |
| Club                              | Div.          | Temporada     | Part. | Goles | Part.            | Goles            | Part.                 | Goles                 | Part. | Goles |
| --------------------------------- | ------------- | ------------- | ----- | ----- | ---------------- | ---------------- | --------------------- | --------------------- | ----- | ----- |
| Paris Saint-Germain II Francia    | 5.ª           | 2021-22       | 1     | 0     | —                | —                | —                     | —                     | 1     | 0     |
| Paris Saint-Germain II Francia    | Total club    | Total club    | 1     | 0     | 0                | 0                | 0                     | 0                     | 1     | 0     |
| Paris Saint-Germain F. C. Francia | 1.ª           | 2021-22       | 1     | 0     | 3                | 0                | 0                     | 0                     | 4     | 0     |
| Paris Saint-Germain F. C. Francia | 1.ª           | 2022-23       | 6     | 0     | 2                | 0                | 0                     | 0                     | 8     | 0     |
| Paris Saint-Germain F. C. Francia | Total club    | Total club    | 7     | 0     | 5                | 0                | 0                     | 0                     | 12    | 0     |
| Total carrera                     | Total carrera | Total carrera | 8     | 0     | 5                | 0                | 0                     | 0                     | 13    | 0     |

## Palmarés

### Títulos nacionales
| Título               | Club                | País    | Año     |
| -------------------- | ------------------- | ------- | ------- |
| Supercopa de Francia | Paris Saint-Germain | Francia | 2022    |
| Ligue 1              | Paris Saint-Germain | Francia | 2021-22 |